# Anifènids

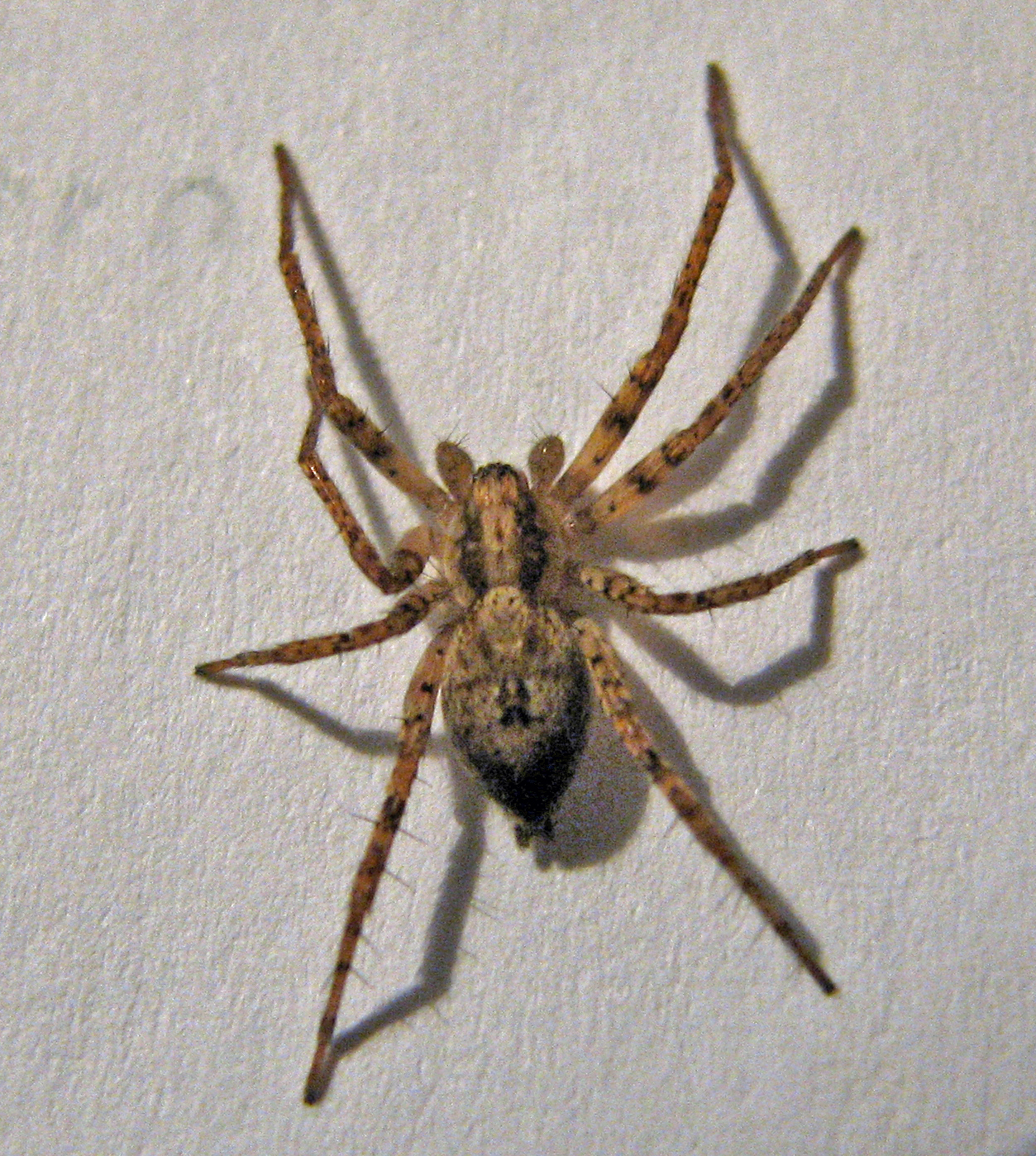
Anyphaena accentuata, mascle jove. Trobada a Graz (Àustria)

Els anifènids (Anyphaenidae) són una família d'aranyes araneomorfes. Fou descrita per primera vegada per Philip Bertkau l'any 1878.
La família té una distribució molt ampla, per Europa i Amèrica, i també es poden trobar en algunes zones d'Àsia, Àfrica i Oceania. Per exemple, Anyphaena es troba per tot arreu excepte l'Àfrica tropical i Àsia. Fan construccions de seda, o sacs, habitualment en les parts apicals de les plantes, entre les fulles, sota l'escorça dels arbres o sota les pedres.
Algunes espècies, com les del gènere Hibana pròpia d'Amèrica, són importants en l'ajuda contra insectes perjudicials per a l'agricultura, especialment en fruiters. Són capaços de detectar i alimentar-se dels ous d'insectes, malgrat la seva pobra vista. Comparteixen aquesta habilitat amb alguns mitúrgids.

## Descripció
Els anifènids (en anglès, anyphaenid sac spiders o qualsevol espècie d'aranya de sac) es diferencien dels clubiònids (aranyes de sac) i d'altres aranyes perquè tenen l'espiracle abdominal situat en una posició més anterior, cap al solc epigàstric de la part inferior de l'abdomen. En la majoria de les aranyes l'espiracle està just abans de les fileres. Com els clubiònids, els anifènids tenen vuit ulls arranjats en dues files, fileres anteriors còniques i són predadors errants.

## Sistemàtica
Segons el World Spider Catalog versió 18.5, amb data del 18 de novembre de 2017, hi ha els següents gèneres:
- Acanthoceto, Mello-Leitão, 1944
- Aljassa, Brescovit, 1997
- Amaurobioides, O. Pickard-Cambridge, 1883
- Anyphaena, Sundevall, 1833
- Anyphaenoides, Berland, 1913
- Arachosia, O. Pickard-Cambridge, 1882
- Araiya, Ramírez, 2003
- Australaena, Berland, 1942
- Axyracrus, Simon, 1884
- Aysenia, Tullgren, 1902
- Aysenoides, Ramírez, 2003
- Aysha, Keyserling, 1891
- Bromelina, Brescovit, 1993
- Buckupiella, Brescovit, 1997
- Coptoprepes, Simon, 1884
- Ferrieria, Tullgren, 1901
- Gamakia, Ramírez, 2003
- Gayenna, Nicolet, 1849
- Gayennoides, Ramírez, 2003
- Hatitia, Brescovit, 1997
- Hibana, Brescovit, 1991
- Iguarima, Brescovit, 1997
- Ilocomba, Brescovit, 1997
- Isigonia, Simon, 1897
- Italaman, Brescovit, 1997
- Jessica, Brescovit, 1997
- Josa, Keyserling, 1891
- Katissa, Brescovit, 1997
- Lepajan, Brescovit, 1993
- Lupettiana, Brescovit, 1997
- Macrophyes, O. Pickard-Cambridge, 1893
- Mesilla, Simon, 1903
- Monapia, Simon, 1897
- Negayan, Ramírez, 2003
- Osoriella, Mello-Leitão, 1922
- Otoniela, Brescovit, 1997
- Oxysoma, Nicolet, 1849
- Patrera, Simon, 1903
- Phidyle, Simon, 1880
- Philisca, Simon, 1884
- Pippuhana, Brescovit, 1997
- Sanogasta, Mello-Leitão, 1941
- Selknamia, Ramírez, 2003
- Shuyushka, Dupérré & Tapia, 2016
- Sillus, F. O. Pickard-Cambridge, 1900
- Tafana, Simon, 1903
- Tasata, Simon, 1903
- Temnida, Simon, 1896
- Teudis, O. Pickard-Cambridge, 1896
- Thaloe, Brescovit, 1993
- Timbuka, Brescovit, 1997
- Tomopisthes, Simon, 1884
- Umuara, Brescovit, 1997
- Wulfila, O. Pickard-Cambridge, 1895
- Wulfilopsis, Soares & Camargo, 1955
- Xiruana, Brescovit, 1997

### Superfamília
Els anifènids havien format part dels dictinoïdeus (Dictynoidea), una superfamília formada per sis famílies entre les quals cal destacar pel seu nombre d'espècies els dictínids (562) i en segon lloc els propis anifènids (508).
Les aranyes, tradicionalment, foren classificades en famílies que van ser agrupades en superfamílies. Quan es van aplicar anàlisis més rigorosos, com la cladística, es va fer evident que la major part de les principals agrupacions utilitzades durant el segle XX no eren compatibles amb les noves dades. Actualment, els llistats d'aranyes, com ara el World Spider Catalog, ja ignoren la classificació per sobre del nivell familiar.